# Amoroso Katamsi
Amoroso Katamsi (21 de outubro de 1938 - 17 de abril de 2018) foi um ator, cantor e intérprete indonésio.

## Filmografia
- "Cinta Abadi" (1976)
- "Menanti Kelahiran" (1976)
- "Cinta Putih" (1977)
- "Terminal Cinta" (1977)
- "Serangan Fajar" (1981)
- "Djakarta 1966" (1982)
- "Pasukan Berani Mati" (1982)
- "Perkawinan 83" (1982)
- "Penumpasan Pengkhianatan G 30 S PKI" (1984)
- "Bila Saatnya Tiba" (1985)
- "Bisikan Setan" (1985)
- "Pergaulan" (1994)
- "Dibalik 98"(2015)